# House of Chains
House of Chains ist der vierte von zehn Romanen (in der deutschen Übersetzung sind es 19) im High-Fantasy-Zyklus Das Spiel der Götter des kanadischen Autors Steven Erikson. Er wurde erstmals 2002 veröffentlicht. Auf Deutsch wurde der Roman in zwei Bänden unter den Titeln Der Krieg der Schwestern und Das Haus der Ketten publiziert, die in der Übersetzung durch Tim Straetmann 2004 bei Goldmann erschienen.

## Handlung
Die Anfangshandlung von Krieg der Schwestern spielt vor und nach der Belagerung von Fahl durch die malazanische Armee (siehe Die Gärten des Mondes) und erzählt die Geschichte des jungen Teblor-Kriegers Karsa Orlong, der mit zwei weiteren auszieht, um Ruhm zu erlangen und viele Feinde zu töten; dabei entdeckt er, dass die Feinde der abgelegen lebenden Teblor schon einen Stamm versklavt hatten und auch irgendwann seinen eigenen erreichen würden. Er wird zuerst von Sklavenhändlern, dann von malazanischen Soldaten überwältigt, verletzt und gefangen genommen. Beim Transport über das Meer kann er zusammen mit dem Daru Torvald Nom entkommen und erreicht schließlich die Küste des Reichs der Sieben Städte. Nach erneuter Gefangennahme wird er von Kriegern der Gral befreit und von Leoman – einem Vertrauten und Leibwächter der Sha’ik – zur Raraku-Wüste geführt.
Die weitere Handlung findet unmittelbar nach den Ereignissen von Memories of Ice auf dem Subkontinent der Sieben Städte statt. Die „Kette der Hunde“ – die Evakuierung von 50.000 malazanischen Zivilisten über 2.500 Meilen feindlichen Territoriums – hat mit dem tragischen Verlust der gesamten 7. Armee und ihres heldenhaften Kommandanten Coltaine geendet. Mit ihrem Opfer wurde jedoch fast 30.000 Flüchtlingen das Leben erkauft. Inzwischen ist die „Kette der Hunde“ zu einer Legende geworden, die sich in den sieben Städten verbreitet und sogar diejenigen einschüchtert, die für ihre Vernichtung verantwortlich sind. Die neue Mandata der Imperatrix – Tavore Paran, Schwester von Ganoes und Felisin – ist mit der 14. Armee, die größtenteils aus unerfahrenen Rekruten besteht, in Aren angekommen. Ihre Mission ist es, in das Herz der Heiligen Wüste Raraku vorzudringen, um Sha'ik und ihre Truppen und damit die Wirbelwind-Rebellion zu vernichten.
Die Rebellen sind den Malazanern zahlenmäßig weit überlegen; sie bestehen aus der Armee der abtrünnigen Faust Korbolo Dom – den „Hundeschlächtern“ – sowie verschiedener einheimischer Stammeskrieger und einigen Hohe-Magiern. In Sha'iks Lager kämpfen jedoch alle Parteien gegeneinander und diese internen Konflikte drohen, ihre Armee zu zerstören, bevor die Malazaner es können. Karsa Orlong macht sich auf den Weg, um ein für ihn passendes Pferd sowie eine Waffe zu finden.
Der Dieb Crokus und die Attentäterin Apsalar finden sich in einem Kampf um die Kontrolle über der Thron des Schattens, den sie mit Mühe gewinnen können; ein neuer Wächter des Throns wird bestimmt. In einem Gewirr wird ein verstoßener Tiste-Edur-Krieger namens Trull Sengar vom T'lan Imass Onrack vor dem sicheren Tod gerettet; zusammen mit anderen T'lan Imass und Dienern von Schattenthron verteidigen sie den „Ersten Thron“.
Als die 14. Armee die Raraku erreicht, werden in der Nacht vor der Entscheidungsschlacht die „Hundeschlächter“ von Tausenden von Geisterkriegern, darunter den „Brückenverbrennern“ und Wickanern, niedergemacht, während gleichzeitig Korbolo Doms Assassinen durch die Oase der Rebellen ziehen. Auch Karsa Orlong kehrt zurück und tötet – parallel zu der ehemaligen Klaue Kalam Mekhar, der den „Schnellen Ben“ zur Hilfe ruft – fast alle Anführer und Hohe-Magier der Rebellen; Korbolo Dom wird gefangen genommen und die restlichen fliehen. Am nächsten Morgen tritt Sha'ik, in eine Rüstung gehüllt, ihrer Schwester, der Mandata Tavore, entgegen und wird von der Wirbelwind-Göttin verlassen, als diese von Assassinen attackiert und schließlich vernichtet wird. Felisin/Sha'ik wird von Tavore getötet, ohne dass diese ihre Schwester erkennt. Die überlebenden Rebellen-Stämme fliehen unter Führung von Leoman aus der Wüste und die Malazaner gewinnen den Krieg ohne echte Schlacht.
Die wichtigste Nebenhandlung beschreibt den Weg des Thelomen-Toblakai-Kriegers Karsa Orlong, der in der Raraku und auf dem Weg ins Jhag-Odhan-Ödland die Falschheit seiner Götter erkennt und sich auch weigert, der „Ritter des Hauses der Ketten“ für den verkrüppelten Gott zu werden. Im Ödland kann er ein passendes Pferd für sich finden und ein magisches Feuerstein-Schwert herstellen, bevor er in die Raraku zurückkehrt.

## Fortsetzung
In Midnight Tides (deutsch Kinder des Schattens und Gezeiten der Nacht) wird Trull Sengars Vorgeschichte auf dem Kontinent Lether erzählt.

## Ausgaben
- House of Chains. Bantam Books (UK), 2002, ISBN 0-593-04626-9.
  - Der Krieg der Schwestern. Goldmann, 2004, ISBN 3-442-24271-1.
  - Das Haus der Ketten. Goldmann, 2004, ISBN 3-442-24292-4.